# Ski- og Ballklubben Skiold
Lo Ski- og Ballklubben Skiold è una società calcistica norvegese con sede nella città di Strømsø. Il club disputò tre stagioni nella Norgesserien, all'epoca massima divisione locale.